# Rua XV de Novembro (Guarapuava)
Rua XV de Novembro é uma das principais ruas da cidade paranaense de Guarapuava.
Com uma grande extensão, a rua XV de Novembro concentra grande parte do comércio da cidade em seu trecho localizado no centro urbano e também faz a ligação de uma das entradas do município, via BR 277 (acesso secundário), com inúmeros bairros distantes da região central da cidade.